# Heteropsis narcissus
Espèce
Heteropsis narcissus est une espèce de lépidoptères de la famille des Nymphalidae, originaire des îles de l'Ouest de l'océan Indien.

## Description
L'imago d’Heteropsis narcissus est un papillon au dessus orange largement bordé de brun, orné d'ocelles submarginaux noirs pupillés de blanc : un gros et un ou plusieurs petits aux ailes antérieures, et plusieurs petits aux ailes postérieures.
Le revers des ailes est brun orangé avec une ligne médiane sombre et des ocelles aux mêmes emplacements que sur le dessus.

## Distribution géographique et sous-espèces
Heteropsis narcissus est présent à Madagascar et dans les archipels des Mascareignes (à l'île Maurice et à La Réunion) et des Comores. Plusieurs sous-espèces géographiques ont été décrites :
- Heteropsis narcissus narcissus (Fabricius, 1798) — à l'île Maurice.
- Heteropsis narcissus borbonica (Oberthür, 1916) — à La Réunion.
- Heteropsis narcissus fraterna (Butler, 1868) — à Madagascar.
- Heteropsis narcissus comorensis (Oberthür, 1916) — dans l'archipel des Comores.
- Heteropsis narcissus mayottensis (Oberthür, 1916) — à Mayotte.
- Heteropsis narcissus salimi (Turlin, 1994) — sur la Grande Comore.

## Taxonomie
L'espèce aujourd'hui appelée Heteropsis narcissus a été décrite par l'entomologiste danois Johan Christian Fabricius en 1798 sous le nom initial de Papilio narcissus.

### Synonymes
D'après FUNET Tree of Life (29 mai 2019) :
- Papilio narcissus Fabricius, 1798 — protonyme
- Henotesia narcissus (Fabricius, 1798)

## Protection
L'espèce n'a pas de statut de protection particulier en France.